# Steve Summers
Steve Summers (...) è un cantante statunitense, membro della glam metal band Pretty Boy Floyd (da non confondere con l'omonima band canadese) e della band Shameless.
Di quest'ultima band fanno parte anche Stevie Rachelle alla voce (Tuff), Keri Kelli alla chitarra (ex Alice Cooper), Alexx Michael al basso e B.C. alla seconda chitarra.
Summers è apparso su tutti i lavori dei Pretty Boy Floyd.

## Discografia

### Con i Shameless
- 1999 - Backstreet Anthems
- 2000 - Queen 4 a Day
- 2002 - Splashed
- 2003 - Super Hardcore Show

### Tribute album
- 2001 - Name Your Poison...A Tribute to Poison
- 2008 - Crüe Believers - A Tribute to Mötley Crüe